# Yves Coppieters
Yves Coppieters 't Wallant, kortweg Yves Coppieters, (Ukkel, 27 november 1968) is een Belgisch arts en epidemioloog en politicus voor Les Engagés.

## Biografie
Yves Coppieters stamde uit de notabele familie Coppieters 't Wallant.
Hij ging studeren aan de ULB en behaalde diploma's in de geneeskunde, de tropische geneeskunde, statistische methodes, alsook in 2000 een doctoraat in de volksgezondheid. Hij werd docent en onderzoeker aan de École de santé publique en de faculteit geneeskunde van de ULB en verdiepte zich in de epidemiologie van langdurig zieken, cardiovasculaire ziekten, internationale gezondheid, de opleiding van gezondheidspersoneel, het bevorderen van de volksgezondheid, de analyse van gegevenssystemen in de gezondheidszorg en de planning en evaluatie van gezondheidsdiensten. Ook publiceerde hij meer dan 120 artikelen in internationale tijdschriften en werd hij gastprofessor aan de Haute École Libre de Bruxelles Ilya Prigogine.
Tijdens de coronapandemie gaf Coppieters als expert in epidemiologie geregeld toelichting in de Franstalige media. Hij was als expert verbonden aan de Bijzondere Commissie belast met het onderzoek naar de aanpak van de coronapandemie in België die door de Kamer van volksvertegenwoordigers werd samengesteld en was betrokken bij het opstellen van een eindverslag met aanbevelingen om tot een globale aanpak van het gezondheidsbeleid te komen.
In september 2023 sloot Coppieters zich aan bij Les Engagés. Hij kwam voor de partij op bij de federale verkiezingen van juni 2024 als lijsttrekker in de kieskring Waals-Brabant en zodoende werd hij verkozen in de Kamer van volksvertegenwoordigers.
Op 15 juli 2024 werd Coppieters minister van Gezondheid, Leefmilieu, Sociale Economie, Sociale Actie, Handicap, Armoedebestrijding, Gezinnen, Gelijke Kansen en Vrouwenrechten in de Waalse regering. Een dag later werd hij eveneens minister van Gezondheid, Gelijke Kansen en Vrouwenrechten in de Franse Gemeenschapsregering.